# Yitzhak Shamir
Yitzhak Shamir (født Icchak Jaziernicki 15. oktober 1915, død 30. juni 2012) var en israelsk politiker  fra partiet Likud; han var Israels premierminister 1983-84 og 1986-92.

## Baggrund
Han blev født i Różana i Polen, nu Ruzjany i Hviderusland.
Shamir var operativ leder for den jødiske terrorgruppe LEHI (Sternligaen), som bl.a. myrdede FN's udsendte fredsmægler Folke Bernadotte, der er kendt for De hvide busser.